# Браун, Квеси
Квеси Браун (англ. Kwesi Browne; род. 31 января 1994 года в Арима, Тринидад и Тобаго) — тринидадский профессиональный трековый велогонщик.

## Карьера
В 2014 году юный Браун выиграл бронзу в кейрине на Играх Центральной Америки и Карибского бассейна в мексиканском Веракрусе. Через два года велогонщик занял третье место на Панамериканском трековом чемпионате.
В 2021 году тринидадец дебютировал на Олимпийских играх. В Токио Браун не преодолел квалификацию в спринте и занял итоговое девятое место в кейрине.

## Выступления на Олимпиадах
| Год  | Место проведения | Спринт | Кейрин |
| 2020 | ОИ Токио         | 30     | 9      |